# Cyklamat
Cyklamat eller cyclamat er et kunstigt fremstillet sødemiddel, som er svagere end sakkarin. Det bruges især til levnedsmidler med reduceret fysiologisk brændværdi.
Cyklamat forekommer som hvide, lugtløse krystaller med en sødmegrad på 35 gange sødmen af husholdnings-sukker (saccharose). Cyklamat kan optages af den menneskelige organisme i varierende grad, men kan dog ikke forbrændes. Derfor regnes cyklamat til sødestoffer.
Det varmestabile cyklamat øger virkningen af andre sødemidler og sukkererstatninger og bliver derfor ofte brugt i kombination med andre stoffer. Fødevareindustrien bruger det som sødestof i energireducerede eller sukker-fri fødevarer. Det findes også i detailhandelen med henblik på forbrug i private husholdninger og til bordbrug i tabletform, flydende form og som pulver til "drys"-dosering.
ADI værdi (acceptabel daglig indtagelse): 7 mg/kg legemsvægt.
Cyklamat produceres ved kemiske reaktioner fra cyclohexylamin og sulfaminsyre. 
Cyklamat udskilles af kroppen i stort set uændret form. Tarmbakterier kan omdanne en del af cyclohexylamin. Dette stof er i dyreforsøg vurderet som ansvarlig for skader på testikler og sæd. Men da doseringen af stoffet til forsøgsdyrene var meget høje, må en formodning om tilsvarende risiko for sundhedsskadelige virkninger med cyclamat i menneskekroppen vurderes som værende lav. Europa-Kommissionen pålagde dog en meget lav ADI og forbød sødestof i nogle fødevarer som slik eller tyggegummi hele vejen igennem. Desuden blev de maksimalt tilladte niveauer af cyklamat i levnedsmidler reduceret. ADI for cyclamat end 7 mg pr kg kropsvægt er let at nå, især ved indtagelse i form af cyklamat-sødet drikkevarer.
I USA har cyklamat været forbudt siden 1969, efter at dyreforsøg antydede, at det kunstige sødestof skulle være kræftfremkaldende. De bagvedliggende undersøgelser er kontroversielle, og resultaterne har ikke været bekræftet i andre undersøgelser. Ifølge International Sweeteners Association har omkring 75 undersøgelser dokumenteret, at cyclamat er uskadelig i doser over menneskets almindelige forbrug .

## Trivia
Cyklamat blev opdaget under et forsøg i 1937 ved University of Illinois af ph.d.-studerende Michael Sveda. Sveda arbejdede i laboratoriet på en syntese af febernedsættende medicin. Han lagde sin tændte cigaret på laboratoriebordet, og da han tog den tilbage i munden, mærkede han den søde smag af cyklamat.